# Stanisław Wojciech Podleski
Stanisław Wojciech Podleski herbu Grzymała – podstoli inowrocławski w latach 1686–1712.
Poseł sejmiku radziejowskiego na sejm zwyczajny 1692/1693 roku.
Był elektorem Augusta II Mocnego z województwa inowrocławskiego w 1697 roku.